# Exobiologie
Die Exobiologie (aus griechisch ἔξω exo, deutsch ‚außer, außen, außerhalb‘ und Biologie) ist eine interdisziplinäre Naturwissenschaft, welche die Möglichkeit der Entstehung und Existenz von außerirdischem Leben erforscht und sich mit der allgemeinen Frage von Leben im All beschäftigt (siehe auch: Panspermie).

## Allgemeines
Die Bezeichnung Exobiologie wurde vor allem in der Frühzeit der Raumfahrt für den heute als Astrobiologie bezeichneten Begriff verwendet, gilt aber heute nur noch für einen Teilbereich der Astrobiologie. Sie wurde von dem Biologen Joshua Lederberg in den 1960er Jahren geprägt und wird oft von einem biologischen Standpunkt aus benutzt. Die ESA benutzt diese Bezeichnung bevorzugt, und auch die NASA betreibt ein Exobiologie-Programm. Eine weitere Bezeichnung, Kosmobiologie, stammt von dem Physiker John Desmond Bernal, wird aber selten benutzt.
Nach Untersteiner (2006) ist die Exobiologie jener interdisziplinäre Wissenschaftszweig, der den Ursprung, die Verbreitung und die Evolution des Lebens im Universum untersucht. Das NASA Astrobiology Institute (NAI) definiert Exobiologie schlicht als „das Studium des lebenden Universums“. Damit schließt dieser Wissenschaftsbereich auch Fragen zur weiteren Evolution des irdischen Lebens und seiner möglichen Verbreitung im Universum mit ein. In diesem Rahmen hat der deutsche Physiker Claudius Gros vorgeschlagen, dass die Technik der Breakthrough-Starshot-Initiative benutzt werden könnte, um eine Biosphäre einzelliger Lebewesen auf einem ansonsten nur zeitweilig bewohnbaren Exoplaneten zu etablieren.
Die Exobiologie versucht auf drei Arten, Leben außerhalb der Erde nachzuweisen.
1. Direkte Suche innerhalb des Sonnensystems und möglicherweise Transport einer Probe zur Erde durch Raumsonden.
2. Suche nach Biosignaturen auf Exoplaneten durch astronomische Beobachtungsmethoden. Es gibt mehrere indirekte Methoden, um auf Leben schließen zu können. So wird angenommen, dass bestimmte Molekülverbindungen nur durch Leben dauerhaft erzeugt werden können. Würde man also zum Beispiel im Lichtspektrum (Absorptionsspektrum) eines fernen Planeten solche Moleküle finden, wäre das ein starkes Indiz für Leben.
3. Suche nach Zeichen außerirdischer Technik. Ein eindeutiges Zeichen für intelligentes Leben wären zum Beispiel Radiosignale außerirdischer Zivilisationen, wie man sie mit SETI-Projekten[6] zu finden versucht, oder außerirdische Artefakte. Bisher ist diesen Projekten allerdings noch kein Erfolg beschieden, auch wenn angenommen wird, dass es hunderte Zivilisationen allein in der Milchstraße geben könnte. Diese Zahl wurde mit Hilfe der Drake-Gleichung ermittelt und unterliegt starken Schwankungen je nach den getroffenen Annahmen.